# Кунтун
Кунту́н (кит. упр. 崆峒, пиньинь Kōngtóng) — район городского подчинения городского округа Пинлян провинции Ганьсу (КНР).

## История
При империи Цинь эти места входили в состав уезда Цзинъян (泾阳县).
При империи Северная Чжоу в 572 году был создан уезд Пинлян (平凉县), подчинённый округу Чанчэн (长城郡) области Юаньчжоу (原州). При империи Суй в 583 году округа были упразднены, и уезды стали подчиняться напрямую областям, а затем в 607 году области были преобразованы в округа.
После основания диимперии настии Тан округа были опять преобразованы в области, и уезд Пинлян опять оказался в составе области Юаньчжоу. В 742 году области опять стали округами, и область Юаньчжоу превратилась в округ Пинлян (平凉郡), однако вскоре округа были опять превращены в области. В 763 году на эти земли вторглись тибетцы, однако потом китайцы перешли в контрнаступление, и в 788 году уезд Пинлян был воссоздан. В 809 году была создана область Вэйчжоу (渭州), власти которой разместились в Пинляне. В 880 году тибетцы вновь атаковали Пинлян.
После того, как эти земли были захвачены чжурчжэнями и оказались в составе империи Цзинь, в 1131 году область Вэйчжоу стала Пинлянской управой (平凉府). В 1139 году она вновь стала областью Вэйчжоу, а в 1187 году — снова Пинлянской управой.
После Синьхайской революции в Китае была проведена реформа структуры административного деления, и управы были упразднены.
В 1949 году был создан Подрайон Пинлян (平凉分区), и уезд вошёл в его состав. В феврале 1950 года урбанизированная часть уезда Пинлян была выделена в отдельный город Пинлян. В апреле 1951 года Подрайон Пинлян был переименован в Район Пинлян (平凉区). В июне 1953 года город Пинлян стал городом провинциального подчинения. В 1955 году Район Пинлян был переименован в Специальный район Пинлян (平凉专区), и город Пинлян перешёл в подчинение Специальному району. В 1958 году уезд Пинлян был присоединён к городу Пинлян.
В 1964 году город Пинлян был вновь преобразован в уезд Пинлян. В октябре 1969 года Специальный район Пинлян был переименован в Округ Пинлян (平凉地区). В июле 1983 года уезд Пинлян стал городским уездом Пинлян.
2 июня 2002 года постановлением Госсовета КНР округ Пинлян был преобразован в городской округ Пинлян; территория расформированного городского уезда Пинлян стала районом Кунтун в его составе.

## Административное деление
Район делится на 3 уличных комитета, 6 посёлка, 4 волостей и 7 национальных волостей.